# Timeo Danaos et dona ferentes

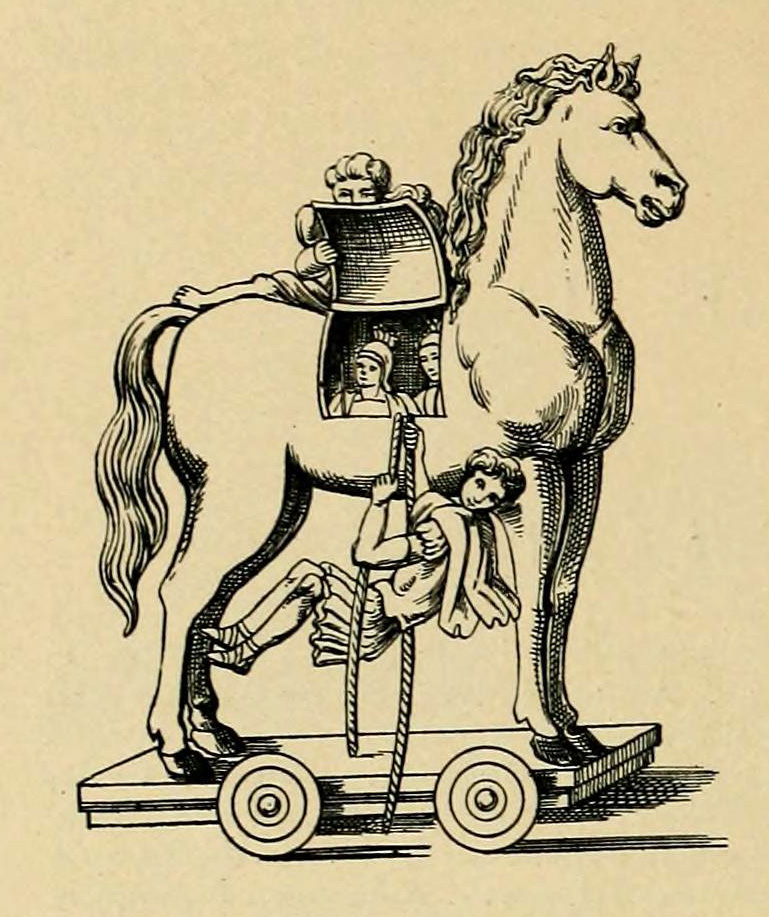
Caballo de Troya según Virgilio del Vaticano.

Timeo Danaos et dona ferentes es una frase latina de la Eneida de Virgilio (libro II, 49). Significa «Temo a los dánaos (griegos) incluso cuando traen regalos».

## Origen
Esta frase tiene su origen en la mitología griega vista por los romanos, y más concretamente en la guerra de Troya. Es un error común traducirla como «Temo a los griegos y traen regalos», «Temed a los griegos y a los regalos que traen» o «Cuidado con los griegos que traen regalos», pues aunque et significa 'y' en latín, en este caso et tiene el significado de 'incluso'.
En el texto original se escribió ferentis (con i larga) y no ferentes; se trata de un acusativo arcaico; la segunda escritura era más común y más «clásica», por lo que normalmente es la más utilizada cuando se cita esta frase.
Después de guerrear en las playas de Troya durante nueve años, Calcas induce a los líderes de los dánaos (griegos) a ofrecer a los troyanos el llamado «Caballo de Troya». Sin embargo, el sacerdote troyano Laocoonte desconfía de dicho presente, y advierte a los troyanos que no acepten el obsequio, exclamando: Equo ne credite, Teucri! Quidquid id est, timeo Danaos et dona ferentes. («¡No confiéis en el caballo, troyanos! Sea lo que sea, temo a los dánaos incluso si traen regalos».) Cuando al intentar quemar el caballo, Laocoonte y sus dos hijos son devorados por dos enormes serpientes, los troyanos consideran que el caballo ha sido ofrecido a la diosa Atenea, e interpretan la muerte de Laocoonte como un signo de su desagrado.
Atenea ciertamente envió las serpientes y ayudó a gestar la idea del caballo, pero sus intenciones no eran tan pacíficas como imaginaban los desprevenidos troyanos. Los troyanos accedieron unánimemente a colocar ruedas al caballo e introducirlo tras sus impenetrables murallas, dando inicio a una fiesta en la creencia de que la guerra había acabado. Cuando el observador que habían enviado para verificar la partida de los griegos descubre a la flota oculta en un oscuro puerto, es asesinado.
Dentro del caballo se escondía un selecto grupo de soldados: una vez introducido el caballo en Troya, los soldados ocultos en él abrieron las puertas de la ciudad, tras lo cual la fuerza invasora pudo entrar y destruir la ciudad.
Esta frase aparece en el cómic Asterix legionario (1969) páginas 17 y 38 en su edición de 1977) para referirse al orden alfabético T.